# Un couple
Pour plus de détails, voir Fiche technique et Distribution.
Un couple est le deuxième film de Jean-Pierre Mocky, sorti en 1960.

## Synopsis
Mariés depuis trois ans. Anne et Pierre voient leur entente physique diminuer. Avide d'absolu, Pierre le lui dit, conformément à leur pacte de tout s'avouer. Mais il aime toujours sa femme, et Anne, très amoureuse, souffre de la distance qu'il prend. Pierre voudrait partir et changer de vie avec elle, mais reste velléitaire. L'un et l'autre, insatisfaits, connaissent d'autres tentations.

## Fiche technique
- Réalisation : Jean-Pierre Mocky, assisté de Fernand Marzelle, Luc Andrieux, Gérard Gozlan et Nat Menechi
- Scénario : Jean-Pierre Mocky
- Adaptation : Jean-Pierre Mocky, Raymond Queneau, avec la collaboration de Jacques Rouffio et Alain Moury
- Dialogues : Raymond Queneau
- Photographie : Eugen Schüfftan
- Son : Michel Fano et Guy Rophe, assistés de Pierre Zann et Jean Philippe
- Musique : Alain Romans
- Montage : Borys Lewin, assisté de Alix Paturel
- Décors : Maurice Pétri, assisté de Olivier Gérard
- Maquillage : Alexandre Marcus
- Photographie de plateau : Roger Forster
- Production : Balzac Films, Discifilm
- Production déléguée : Sacha Kamenka
- Pays de production :  France
- Tournage à partir du 23 février 1960 dans les studios Éclair à Épinay-sur-Seine et à Paris pour les extérieurs
- Format : noir et blanc, 35 mm
- Genre : Drame
- Durée : 89 minutes
- Date de sortie :
  - France : 1960

## Distribution
- Juliette Mayniel : Anne Chenard, la femme
- Jean Kosta : Pierre Chenard, le mari
- Nadine Basile : Clara
- Francis Blanche : M. Gratteloup
- Simone Cendrar : Mme Gratteloup
- Christian Duvaleix : Alex
- Gérard Hoffmann : M. Antoine
- Véronique Nordey : Véronique
- Gérard Darrieu : Félicien Mignon
- Alice Tissot : Mme Mitouflet
- Danielle Godet : Christine
- Claude Mansard : M. Barouche
- Lucienne Dutertre : Mme Barouche
- Jenny Orléans : Julie
- Jo Labarrère : le maître-nageur
- Jean-Claude Bercq : le danseur
- Bibi Morat : l'enfant qui rit
- Claude Castaing : le marchand de bois
- Pierre Durou : le musicien
- Paul Pavel : le peintre
- Émile Genevois : le conducteur d'autobus
- Philippe Dehesdin : un homme au Louvre
- Jean-Pierre Mocky : un voyeur au Bon Marché
- Karine Balm
- Michel Beaufort
- Eric Delost
- Doudou Babet
- Paul Guay
- Virginie Merlin
- Luc Andrieux
- Dominique Bernard
- Alexandre Randall